# Konferencje drapieżne
Konferencje drapieżne (ang. predatory conferences, predatory meetings) – zjawisko nieetycznych naukowo konferencji bez rzetelnego procesu recenzyjnego nadesłanych propozycji wystąpień. Zjawisko to jest obserwowane na szczeblu międzynarodowym oraz krajowym. Konferencje drapieżne są skierowane głównie do doktorantów, młodych badaczy oraz studentów. Ich celem jest z jednej strony pozyskanie przez organizatora opłat konferencyjnych od uczestników, z drugiej zaś wykreowanie dorobku naukowego badacza do późniejszego przedstawienia w trakcie procedur awansowych lub stypendialnych. Podobną nieetyczną praktyką jest publikowanie artykułów i monografii przez wydawnictwa drapieżne, które nieraz są organizatorami konferencji drapieżnych.

## Charakterystyczne cechy konferencji drapieżnych
W literaturze przedmiotu wyróżniono następujące cechy właściwe konferencjom drapieżnym:
- zaproszenie konferencyjne nie jest wysyłane z instytucjonalnego adresu poczty elektronicznej i niejednokrotnie trafia do spamu;
- organizator konferencji wysyła zaproszenie do osób niezwiązanych prowadzoną działalnością badawczą z problematyką poruszaną na konferencji;
- strona internetowa konferencji często wygląda amatorsko, może zawierać błędy, jak również może starać się swoim wyglądam, grafiką, upodobnić do strony internetowej konferencji o uznanej renomie;
- brak albo znacznie utrudniony kontakt z organizatorem konferencji;
- ukryta tożsamość organizatorów konferencji (imiona);
- brak zwrotu opłaty konferencyjnej;
- informacja o konferencji nie widnieje na stronie towarzystwa naukowego tudzież instytucji naukowej;
- organizator konferencji jest jej sponsorem;
- szeroki zakres tematyczny konferencji, umożliwiający udział jak największej liczby prelegentów (np. „Badania młodych naukowców”, „Interdyscyplinarność a rozwój”, „Współczesne trendy transformacji środowiska międzynarodowego”);
- organizator konferencji organizuje liczne konferencje na różne tematy w tym samym czasie w tym samym lub różnych miejscach;
- organizator konferencji cyklicznie organizuje konferencje z zachowaniem podobnego zakresu tematycznego;
- organizator organizuje konferencje z różnych zakresów tematycznych (np. jednocześnie nauki przyrodnicze, inżynieryjne i techniczne, humanistyczne i społeczne);
- krótki czas między nadesłaniem zgłoszenia konferencyjnego a jego akceptacją
- konferencja ma wsparcie czasopisma wydawanego w polityce otwartego dostępu;
- organizator konferencji, redaktor tomu pokonferencyjnego, prelegenci plenarni są powiązani z czasopismem drapieżnym lub konferencją drapieżną;
- opisywanie konferencji jako „międzynarodowej”, mimo że organizatorzy konferencji lub jej uczestnicy w większości pochodzą z jednego kraju;
- konferencja stara się prezentować jako działająca na zasadzie non-profit, mimo że w całości nakierowana jest na zysk pochodzący z opłat konferencyjnych;
- konferencja ma charakter wirtualny;
- akceptowanie wystąpień w formie elektronicznej, które nie są prezentowane przed jakąkolwiek publicznością;
- wykorzystywanie studentów jako recenzentów nadsyłanych wystąpień lub publikacji pokonferencyjnych;
- uczestnik konferencji dostarcza organizatorom recenzję wystąpienia lub publikacji pokonferencyjnej;
- organizator konferencji, właściciel przedsiębiorstwa organizującego konferencję tudzież jego pracownicy dokonują recenzji zgłoszeń konferencyjnych;
- recenzenci recenzują abstrakty wystąpień lub publikacje poza zakresem posiadanych kompetencji;
- organizatorzy informują o współpracy z instytucjami naukowymi, mimo że taka sytuacja nie ma miejsca;
- organizatorzy konferencji posługują się tytułami lub stopniami naukowymi, które im nie przysługują;
- organizatorzy konferencji samodzielnie tworzą „instytut”, „centrum”, „fundację”, „stowarzyszenie naukowe” lub innego rodzaju organizację, która w tym przypadku ma charakter fasadowy, legitymizujący działalność konferencyjną w celu wzbudzenia zaufania potencjalnych uczestników konferencji;
- uczestnik konferencji może w czasie jednej konferencji mieć wiele prezentacji tudzież dodatkowe publikacje pokonferencyjne, często za wniesieniem dodatkowej opłaty;
- publikacje pokonferencyjne są dostępne tylko dla uczestników konferencji, nie są one dostępne dla szerokiego grona odbiorców;
- zgłaszający wystąpienie konferencyjne otrzymuje przyjęcie proponowanego wystąpienia przed zakończeniem naboru zgłoszeń konferencyjnych.

Z uwagi na bardzo szeroki profil takich konferencji nie ma jednak czynników stanowiących o wartości konferencji: dyskusji w gronie specjalistów i nawiązywania kontaktów naukowych a poziom tych spotkań jest bardzo niski.

## Skala zjawiska w Polsce
W związku ze stosunkowo niedawnym pojawieniem się zjawiska krajowych konferencji drapieżnych, nie dokonano jeszcze oszacowania skali tego problemu w Polsce. Nie istnieje żadna oficjalna (np. przygotowana w ramach Narodowego Centrum Nauki albo Ministerstwa Nauki i Szkolnictwa Wyższego) ani prywatna krajowa lista organizatorów konferencji pozbawionych wartości naukowej. Niemniej dostrzega się w Polsce istotny wzrost liczby przedsiębiorstw oferujących możliwość wystąpienia na takich konferencjach i pomagających zmaksymalizować bilans punktów uczestnika, najczęściej za kilkusetzłotową opłatą, a badacze zakresu komunikacji naukowej wskazują konkretne przykłady cyklicznych konferencji spełniających kryteria uznania ich za drapieżne. Ich zdaniem wzrost skali tego zjawiska należy łączyć z blisko dziesięciokrotnym wzrostem liczby doktorantów w ostatnich 20 latach oraz z wprowadzeniem punktowego systemu oceny pracy naukowej opartego raczej na kryteriach ilościowych, aniżeli jakościowych. Jednym ze sposobów walki z tym zjawiskiem jest modyfikacja uczelnianych regulaminów przyznawania stypendiów w zakresie ograniczenia liczby branych pod uwagę konferencji oraz podnoszenie świadomości naukowców co do sposobu identyfikacji konferencji drapieżnych.